# Matzbach (Hollerbach)
Der Matzbach ist ein etwa eineindrittel Kilometer langer linker und südöstlicher Zufluss des Hollerbaches.

## Geografie

### Verlauf
Der Matzbach entspringt im Odenwald auf einer Höhe von etwa 304 m ü. NN südlich von Brensbach-Höllerbach am Südhang des Spitzenbergs (328,4 m ü. NN). Er fließt in westlicher Richtung  durch Felder und Wiesen und mündet schließlich auf einer Höhe von etwa 191 m ü. NN östlich von Brensbach (südlich der Breubergstraße) in den Hollerbach.

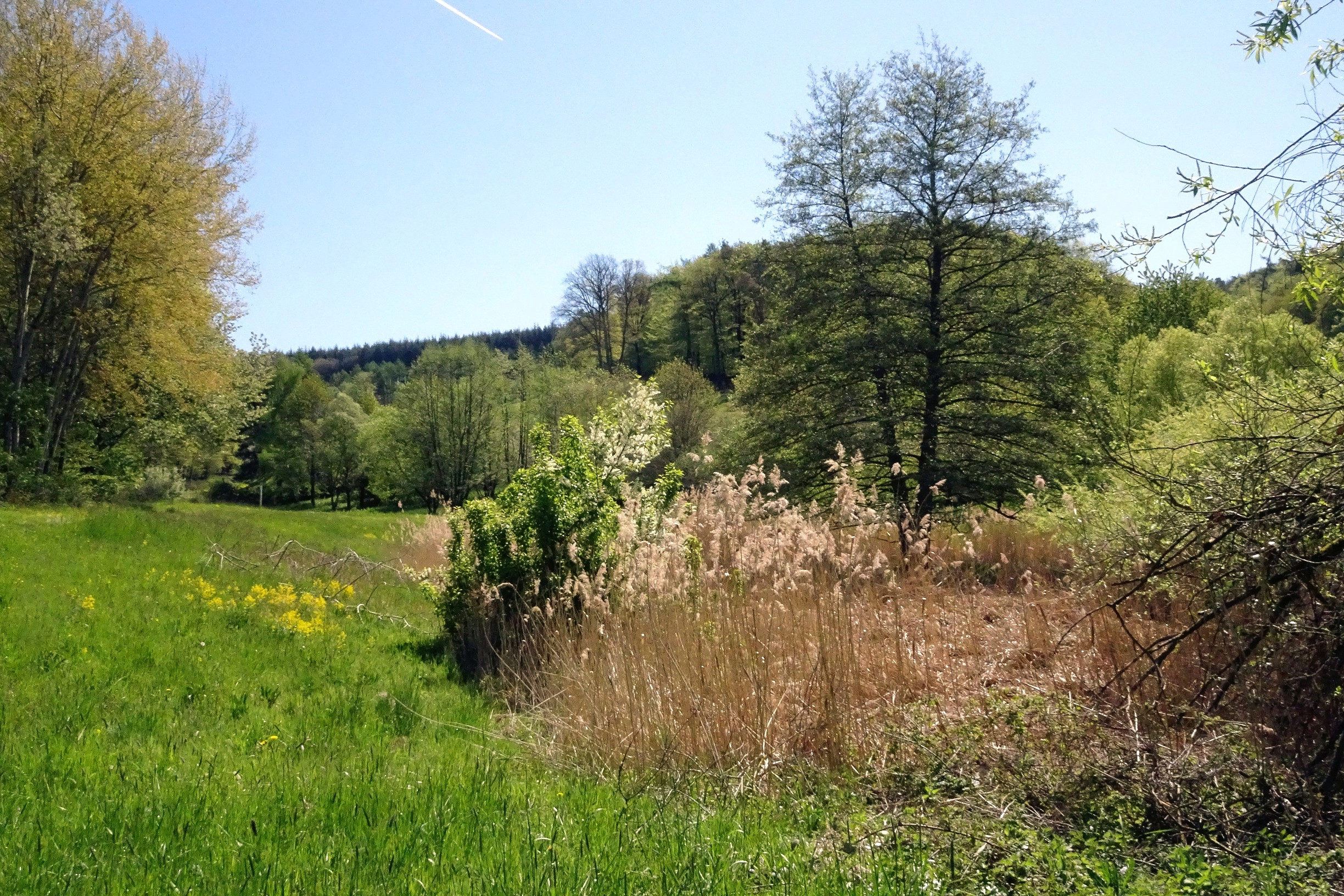
Oberlauf des Matzbachs (2021)

### Flusssystem Gersprenz
- Fließgewässer im Flusssystem Gersprenz